# Автомобильная газозаправочная станция

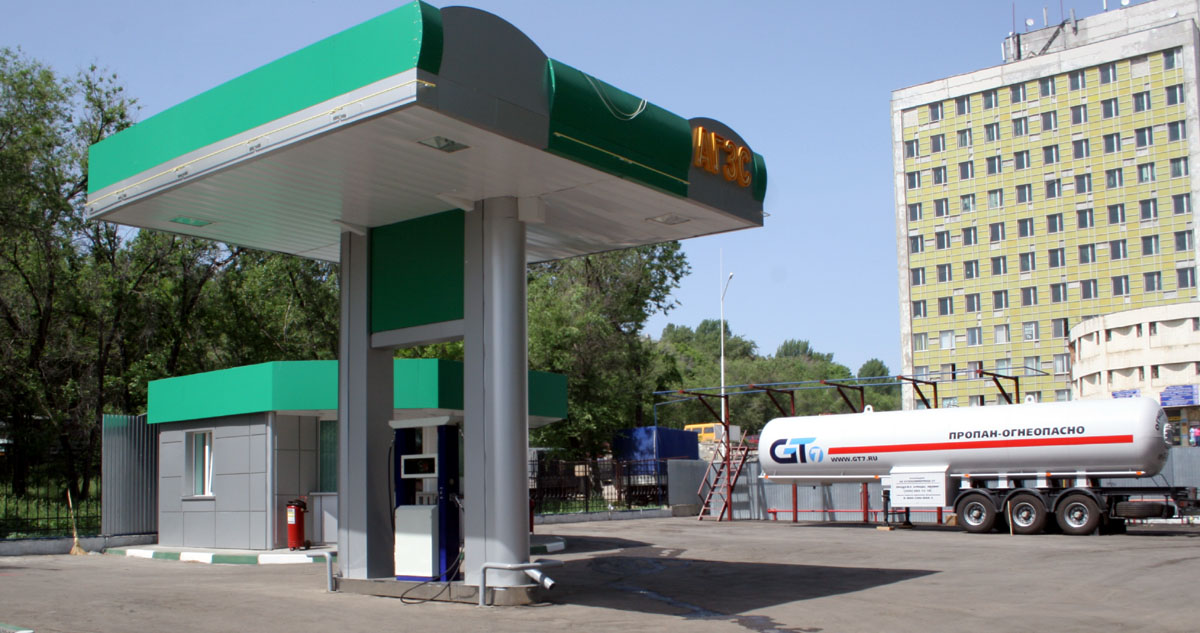
АГЗС в Саратове

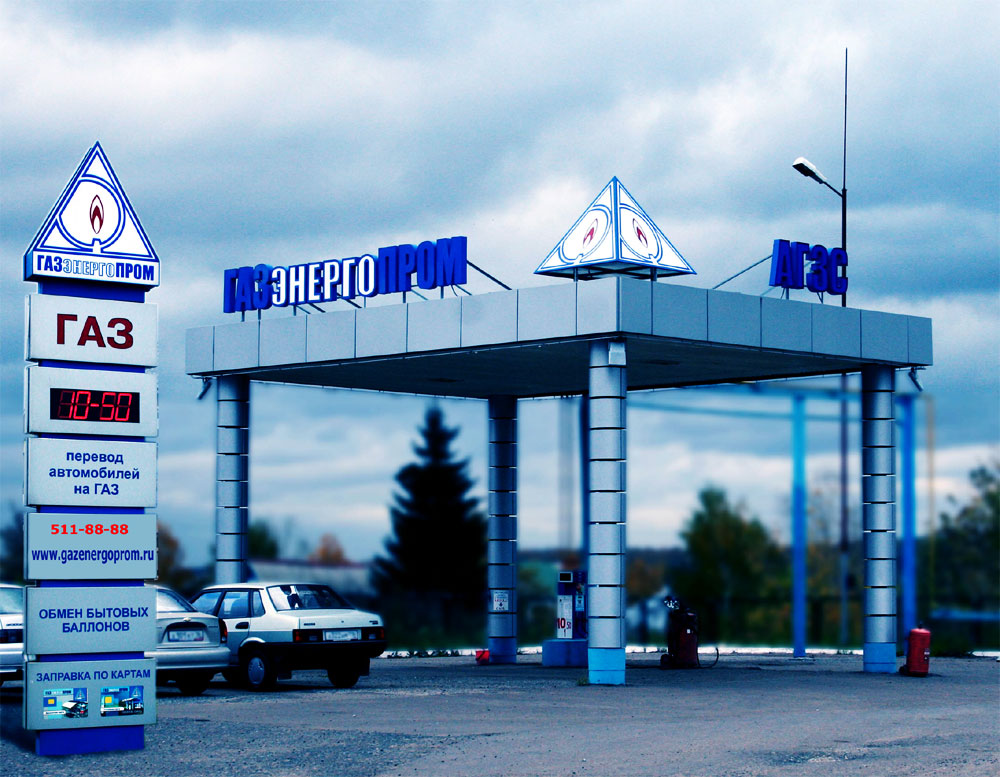
АГЗС в Казани

Автомобильная газозаправочная станция (АГЗС) осуществляет заправку автомобилей и других транспортных средств, двигатели которых конвертированы или изначально рассчитаны на работу на сжиженном нефтяном газе и имеют соответствующую систему.
Сжиженный нефтяной газ транспортируется на АГЗС в автомобилях-газовозах или автоприцепах-цистернах с баз хранения или газонаполнительных станций (ГНС), куда доставляется, как правило, железнодорожным транспортом, а иногда с близлежащих нефтеперерабатывающих заводов (НПЗ) по трубопроводу.
На станции нефтяной газ сливают в ёмкости хранения. В ёмкостях газ находится в жидкой фазе, под давлением насыщенных паров. Давление внутри ёмкости определяется температурой ёмкости и фракционным составом пропан-бутановой смеси. Типичные значения давления: при 0 °С — 0,03 МПа (0,3 атм), при +25 °C — 1,2 МПа (12 атм).
В ёмкости транспортных средств закачивается жидкая фаза под давлением 1,2-1,6 МПа. Давление создается насосом.
Используется три основных способа заправки сжиженным нефтяным газом: насосный, насосно-испарительный и насосно-компрессорный.
Насосный способ самый простой. Из ёмкости ГСН отбирается насосом и под повышенным давлением подается в баллон.
Насосно-испарительный способ тоже несложен: в схему дополнительно включены электрические нагреватели-испарители, обеспечивающие повышение давления в ёмкостях с ГСН при температуре ниже минус 20 °С.
Исполнение технологической системы АГЗС может быть разным, например — подземным или надземным, с одностенными или двустенными сосудами СУГ, блочным, традиционным.
Газозаправочные станции, соответствуя современным стандартам, должны быть оснащены всем необходимым оборудованием для осуществления технологических операций по приёму, хранению и заправке транспортных средств (легкового и грузового автотранспорта) сжиженным углеводородным газом (СУГ).